# 2006 na Espanha
Lista dos principais acontecimentos no ano 2006 na Espanha.

## Incumbentes
- Primeiro-Ministro: José Luis Rodríguez Zapatero[1]

## Desportos
- Fernando Alonso, piloto asturiano, proclama-se campeão do mundo de Fórmula 1 pela segunda vez consecutiva.
- FC Barcelona, equipa de futebol espanhol, proclama-se campeão do torneio mais prestigioso de clubes a UEFA Champions League pela segunda vez na sua história.
- FC Barcelona, proclama-se campeão da liga de Espanha pelar segunda vez consecutiva.
- RCD Espanhol, proclama-se campeão da Copa do Rei.
- FC Barcelona, proclama-se campeão da Supercopa da Espanha pela segunda vez consecutiva.
- Óscar Pereiro, ciclista, vencedor do Tour de France, depois da desclassificação de Floyd Landis por doping.
- Seleção Espanhola de Basquetebol Masculino, proclama-se campeã do mundo no Mundial de Japão, com estrelas como Pau Gasol.
- Rafael Nadal, consagrou-se no Roland Garros contra o suíço Roger Federer.

## Televisão
- LaSexta começa suas emissões a 27 de março

## Estatísticas
- Faleceram 4104 pessoas num total de 99.000 acidentes rodoviários.[2]

## Mortes
- 25 de março - Rocío Dúrcal, cantor e actriz
- 1 de junho - Rocío Jurado, cantor e actriz
- 26 de novembro - Isaac Gálvez López, ciclista